# 156ª Brigata meccanizzata
La 156ª Brigata meccanizzata autonoma (in ucraino 156-та окрема механізована бригада?, 156-ta okrema mechanizovana bryhada, unità militare A5003) è un'unità di fanteria meccanizzata delle Forze terrestri ucraine con base a Užhorod.

## Storia
La brigata è stata costituita il 1º aprile del 2024, in seguito alla nuova legge sulla mobilitazione che ha abbassato l'età minima per la coscrizione da 27 a 25 anni, per contribuire alla difesa contro una potenziale offensiva estiva russa. A causa della mancanza di sufficienti veicoli corazzati, le nuove 5 brigate (155ª, 156ª, 157ª, 158ª e 159ª) sono state inizialmente costituite come unità di fanteria invece che meccanizzate. A ottobre tuttavia è stata la quarta brigata della serie, facendo seguito alla 155ª, alla 157ª e alla 159ª, ad essere riorganizzata come unità meccanizzata. Ha ricevuto in dotazione, fra i diversi veicoli da combattimento, anche un certo numero di BTR-60D pesantemente rimodernati donati dalla Bulgaria. Nel gennaio 2025, in seguito ai problemi presentatisi durante la formazione della 155ª Brigata meccanizzata, lo stato maggiore ucraino ha iniziato un processo di valutazione della 156ª Brigata sotto la supervisione del vice comandante delle Forze armate ucraine Oleh Apostol: il personale dell'unità ha quindi iniziato l'addestramento specializzato in concomitanza con la fornitura dell'equipaggiamento militare, e le criticità nella leadership sono state risolte sostituendone una parte con ufficiali esperti e implementando le lezioni apprese durante i combattimenti nell'Ucraina orientale. Il comando della brigata è stato quindi riassegnato al colonnello Jurij Hupaljuk, trasferito dalla 33ª Brigata meccanizzata che aveva guidato nella difficile difesa del settore di Kurachove a partire da agosto 2024.

## Struttura
- Comando di brigata[8]
- 1º Battaglione meccanizzato
- 2º Battaglione meccanizzato
- 3º Battaglione meccanizzato
- 1º Battaglione fucilieri
- 2º Battaglione fucilieri
- Battaglione corazzato (T-64BV)
- Gruppo d'artiglieria
  - Battaglione artiglieria campale (D-30)
  - Battaglione artiglieria semovente
  - Battaglione artiglieria lanciarazzi
- Battaglione artiglieria missilistica contraerei
- Battaglione genio
- Battaglione manutenzione
- Battaglione logistico
- Compagnia ricognizione
- Compagnia comunicazioni
- Compagnia difesa NBC
- Compagnia medica

## Comandanti
- Colonnello Denys Merzlikin (aprile 2024 - gennaio 2025)[7]
- Colonnello Jurij Hupaljuk (gennaio 2025 - in carica)[9]